# 지연태
지연태(池蓮泰, 1928년 2월 15일~2007년 12월 21일)는 대한민국의 외교관, 정치인이다. 전라남도 고흥군 출신이며, 본관은 충주이다.

## 학력
- 고려대학교 법학과 졸업

## 경력
- 주 터키 영사관
- 주 휴스톤 총영사
- 외무부 의전실장
- 한국 적십자 부총재
- 남북적십자회담 수석대표
- 주 콜롬비아 대사
- 주 이탈리아 대사
- 민정당 광주 전남 지구당 위원장, 중앙집행위원
- 민자당 고흥 지구당 위원장, 민자당 당무위원
- 1993년 4월 한국관광공사 사장
- 목포대학교 교수

## 수훈 내역
- 콜롬비아 공화국 최고 수교훈장
- 이태리 공화국 십자대훈장
- 콜롬비아 의원 민주대훈장

## 역대 선거 결과
|  | 35.25% |

|  | 34.0% |

|  | 34.61% |